# オシュコシュ (ウィスコンシン州)
オシュコシュ（オシュコッシュ、英: Oshkosh）は、アメリカ合衆国ウィスコンシン州の都市。ウィネベーゴ郡の郡庁所在地である。人口は6万6816人（2020年）。フォックス川がウィネベーゴ湖に流れ込む地点に位置する。

## 歴史
オシュコシュという地名はメノミニー族の酋長の名前に由来し、「鉤爪」という意味である。
この地域では、早くも1818年から最初のヨーロッパ人入植者によって毛皮貿易が持ち込まれたが、毛皮貿易は主要な産業ではなかった。
オシュコシュに発展をもたらしたのは木材産業の定着と成長であった。市は1853年に法人化され、ウィネベーゴ郡の郡庁所在地となった。当時の人口は約2,800人であった
。
商人たちは航行可能な水路を利用し、市場と北部の松林地帯を結ぶことで木材産業はさらに発展した。1859年に鉄道が開通すると、急成長する建設市場の需要の拡大に応えることが可能になった。
1860年には市内に11の製材所があったことから、「世界のおがくずの首都」として知られていた。製材所は1874年には47を数え、さらに15の屋根板の加工所が存在していた。
1870年までにはオシュコシュの人口は12,000人を超え、ウィスコンシン州内で3番目の規模となった。
オシュコシュ・ノースウェスタン紙が創刊され、またウィスコンシン大学オシュコシュ校の前身である州立オシュコシュ師範学校が設立されたのはこの頃である。
1875年4月28日にオシュコシュで大火災が発生し、フォックス川北側のメインストリートに沿って住宅や商店を焼き尽くした。
この火災によって70の商店、40の工場、500の住宅が失われ、被害額は250万ドル(2010年の物価に換算すると5120万ドル)に上った。

### 歴史的地域
オシュコシュ市内には33のアメリカ合衆国国家歴史登録財に登録されている資産がある。木材産業によって企業家や実業家は財を成し、彼らは政治や慈善活動において重要な貢献をした。
1875年の火災で荒廃していたダウンタウンを洗練されたデザインの建物に再建したのも木材であった。
市内の歴史地域の建造物のほとんどは、木材産業やそれに関連する産業で生産された木材で造られている。
市内にはアルゴマ・ブールバード、アーヴィング教会、ノース・メインストリート、ウィスコンシン大学オシュコシュ校内のオシュコシュ師範学校、ペイン木材会社、ワシントン通りの6つの歴史地域がある。
また、歴史的建造物は27ヶ所ある。そのうち11は住宅、4つは教会であり、他には学校、銀行、消防署、観測所、裁判所、墓地などがある。

## 交通

### 道路
オシュコシュ市内を通過する国道、州道の一覧
|  | アメリカ国道41号線 北へはアップルトン、グリーンベイ、南へはフォンデュラク、ミルウォーキーへ通じる、フル規格の高速道路である。 市内には6つの出口がある。 |
|  | ウィスコンシン州道21号線 西のオムロ、ワウトマ、トマーへ通じる。                                                                                         |
|  | ウィスコンシン州道26号線 南のローゼンデール、 ワウプン、ビーバーダム、ウォータータウン、フォートアトキンソン、ジェーンズビルへ通じる。                  |
|  | ウィスコンシン州道44号線 南西のリポンへ通じる。 |
|  | アメリカ国道45号線 ウィネベーゴ湖に沿って、北へはニューロンドン、南へはフォンデュラクへ通じる。                                                         |
|  | ウィスコンシン州道76号線 北のシオクトンへ通じる。 |
|  | ウィスコンシン州道91号線 西のベルリンへ通じる。 |

市内のバスは9路線があり、日曜日を除く午前6時15分から午後6時15分まで運行している。そのうちの1つはオシュコシュと近隣のニーナを結んでいる。

### 航空
1927年に開港したウィットマン・リージョナル空港（またはウィットマン・フィールド）が空の玄関口である。この空港では1928年からフォックス川沿いの都市間の郵便物の輸送を開始した。
1972年に、パイロットであり、また38年にわたって空港の経営者を務めたスティーヴ・ウィットマンに因んで現在の名称となった。
空港の商業輸送は1980年代半ばまではユナイテッド航空、アメリカン航空が担ってきた。現在はEAA（AirVenture Air Show and Expo）が拠点を置いている。

## 人口動静
以下は2010年の国勢調査による人口統計データである
。
| 基礎データ - 人口: 66,083 人 - 世帯数: 26,183 世帯 - 家族数: 13,836 家族 - 人口密度: 997.1人/km2（2,582.4人/mi2） - 住居数: 28,179 軒 - 住居密度: 425.2軒/km2（1101.2 軒/mi2） 人種別人口構成 - 白人: 90.5% - アフリカン・アメリカン: 3.1% - ネイティブ・アメリカン: 0.8% - アジア人: 3.2% - その他の人種: 0.7% - 混血: 1.7% - ヒスパニック・ラテン系: 2.7% | 年齢別人口構成 - 18歳未満: 18.6% - 18-24歳: 18.7% - 25-44歳: 26.7% - 45-64歳: 23.0% - 65歳以上: 12.9% - 年齢の中央値: 33.5歳 - 性比 - 男性：51.2% - 女性：48.8% 世帯と家族（対世帯数） - 18歳未満の子供がいる: 25.7% - 結婚・同居している夫婦: 38.7% - 未婚・離婚・死別女性が世帯主: 10.0% - 非家族世帯: 47.1% - 単身世帯: 34.4% - 65歳以上の老人1人暮らし: 11.4% - 平均構成人数 - 世帯: 2.24人 - 家族: 2.90人 |

## 政治
ウィスコンシン更矯正省が運営するオシュコシュ刑務所が置かれている。
オシュコシュからは、アメリカ合衆国下院へトム・ペトリ、アメリカ合衆国上院ヘロン・ジョンソン、タミー・ボールドウィンが選出されている。
また、ウィスコンシン州議会下院へはゴードン・ヒンツ、ウィスコンシン州議会上院へはミハエル・シュラーがそれぞれ選出されている。

## 経済・産業
オシュコシュに本社を構えているオシュコシュ社（Oshkosh Corporation）は、オシュコシュトラックが前身であり、特殊機械の生産・販売を手掛けている。
オシュコシュ社は、工業用リフトなどを扱うアクセス・イクイップメント部門、軍用車などを扱うディフェンス部門、救急車・消防車などを扱うファイアー・アンド・エマージェンシー部門、ミキサー車、トラックなどを扱うコマーシャル部門の4つから成り立っている。
また、ベミス社をはじめプラスチック包装も主要な産業である。さらに、ヒューズ社とオーク社というよく知られたチョコレート製造会社も市内に位置している。

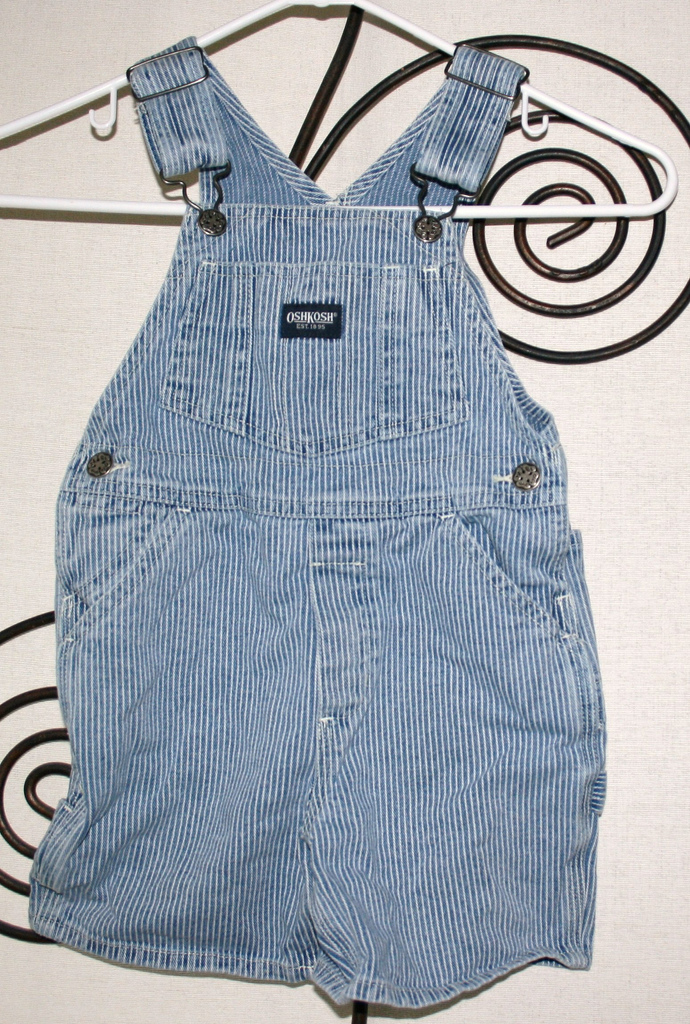
ヒッコリーストライプの子ども用ショートオール

オシュコシュは、1895年に創業したオーバーオールや子供服を製造するオシュコシュ・ビゴッシュ（OshKosh B'Gosh）の創業地としても知られている。
オシュコシュ・ビゴッシュは当初は大人用の衣服を製造する小さな町工場であったが、最も知名度があるのは子供服である。
子ども用オーバーオールの起源は20世紀初頭までさかのぼり、子どもの服装を父親に似たものにしようと意図されていた。
オシュコシュ・ビゴッシュによると、売り上げが劇的に伸びたのは、カタログ通販会社であるマイルズ・キンバル社のカタログに子供用オーバーオールを載せた頃だという。
通信販売での売り上げが好調だったことから、全米のデパートでも取り扱いが始まり、子供服の生産ラインも拡大していった。
ただし、同社は「オシュコシュ」という名前ではあるものの現在オシュコシュ市内での生産は行っておらず、オフィスを構えているだけである。
オシュコシュはまた、EAAエアベンチャーというEAA社主催の航空ショーの開催地でもある。
この航空ショーは世界でも最大規模であり、開催期間中はウィットマン・リージョナル空港には世界中のどの空港よりも多い1万機以上の航空機が集結する
。
観光業も地域経済の一部を支えている。ウィネベーゴ湖ではレクリエーション的な釣りやボートはもちろん、釣りのトーナメント大会、毎年春のチョウザメ釣り、ヨット・ボートのレースも行われる。
そのほか、カントリーミュージック、キリスト教音楽、ロックなどのミュージック・フェスティバルも開催される。
オシュコシュには2つの地域病院があるほか、近郊にはウィネベーゴ精神病院がある。

## 教育
ウィスコンシン大学オシュコシュ校は、14,000人の学生、1,700人のスタッフを抱え、ウィスコンシン州内では3番目の規模の大学である。
市内には他に、フォックスバレー技術大学がキャンパスを置いている。
また公立小学校は15校、公立中学校は6校、公立高校はオシュコシュ北高校、オシュコシュ西高校の2校がある。
私立高校は、ローデス高校、バレー・クリスチャン高校の2校がある。

## 文化・娯楽
オシュコシュでは近年、文化・娯楽の再興がみられる。
ダウンタウンの再開発計画によって、フォックス川に面する野外会場であるリーチ・アンフィシアター（Leach Amphitheater）が建設された。夏季にはウォーターフェス（Waterfest） というコンサートを毎週開催し、ミュージカルの全米公園、地域のイベントなども行われている。
ダウンタウンにはグランドオペラハウスや、舞台芸術が行われる施設もある。
オシュコシュ・ギャラリーウォークは毎月第1土曜日に開催され、2006年夏と比較しても参加者が急増している。
ジャンバラヤ・アートコーオペレーティブ（Jambalaya Art Cooperative）はオシュコシュ・ギャラリーウォークの中核となるイベントで、シカゴマガジンはオシュコシュを訪れるうえで「見なければいけない」目的地だと推薦している。
メノミニー公園で開催されるソーデスト・デイズ（Sawdust Days） は、長く続いている人気の祭りである。
なお、メノミニー公園には動物園と「リトル・オシュコシュ」という遊園地も併設されている。
ダウンタウンでは新規のライブハウスのオープンも多く、既存のライブハウスでもスケジュールが埋まりやすい傾向にあり、この傾向は地域的に広がっている。
またオシュコシュでは、6月の5日間にわたって多くのカントリー・ミュージックが集まる「カントリーUSA」、そして多くのロック・ミュージシャンが集まる「ロックUSA」も開催される。
ウィスコンシン大学オシュコシュ校のキャンパス内のケリーズ・バー（Kelly's Bar）は、オシュコシュの学生にとって夜遊びの定番である。
このバーは1974年から続く老舗として知られており、年に2回開催されるビアガーデンはEAAの航空ショーのために訪れた観光客などを楽しませている。

## ギャラリー

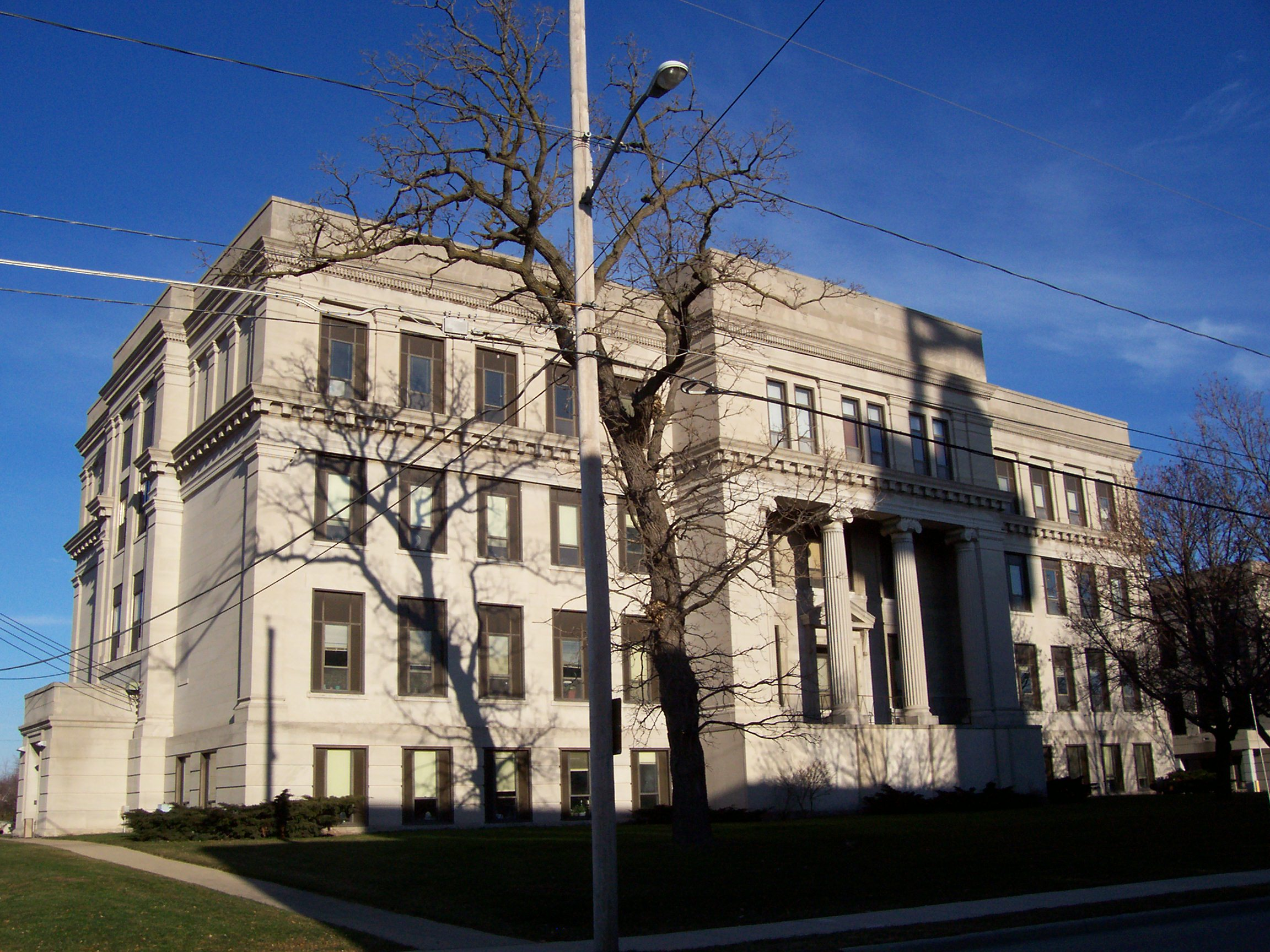
市役所
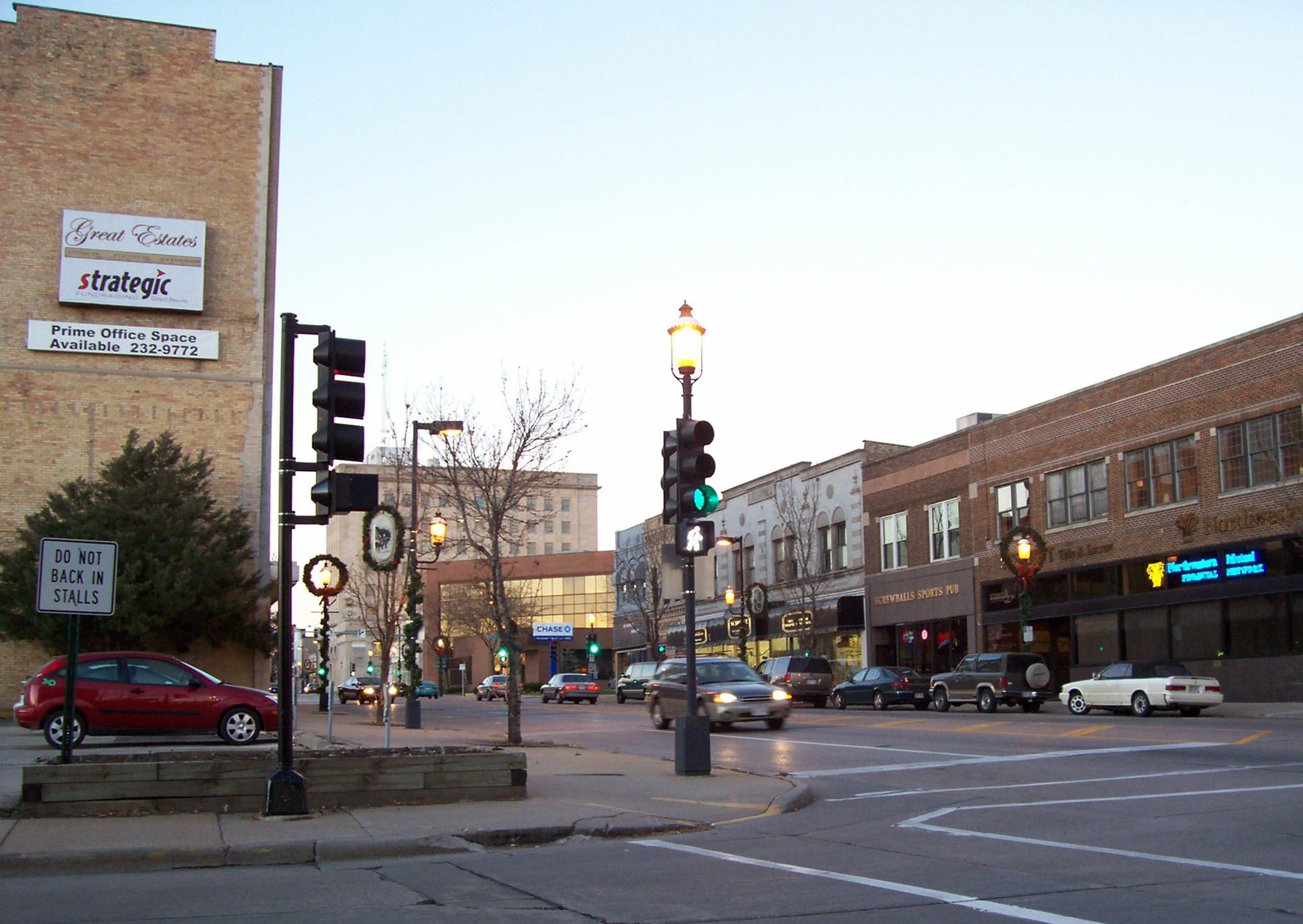
ダウンタウン
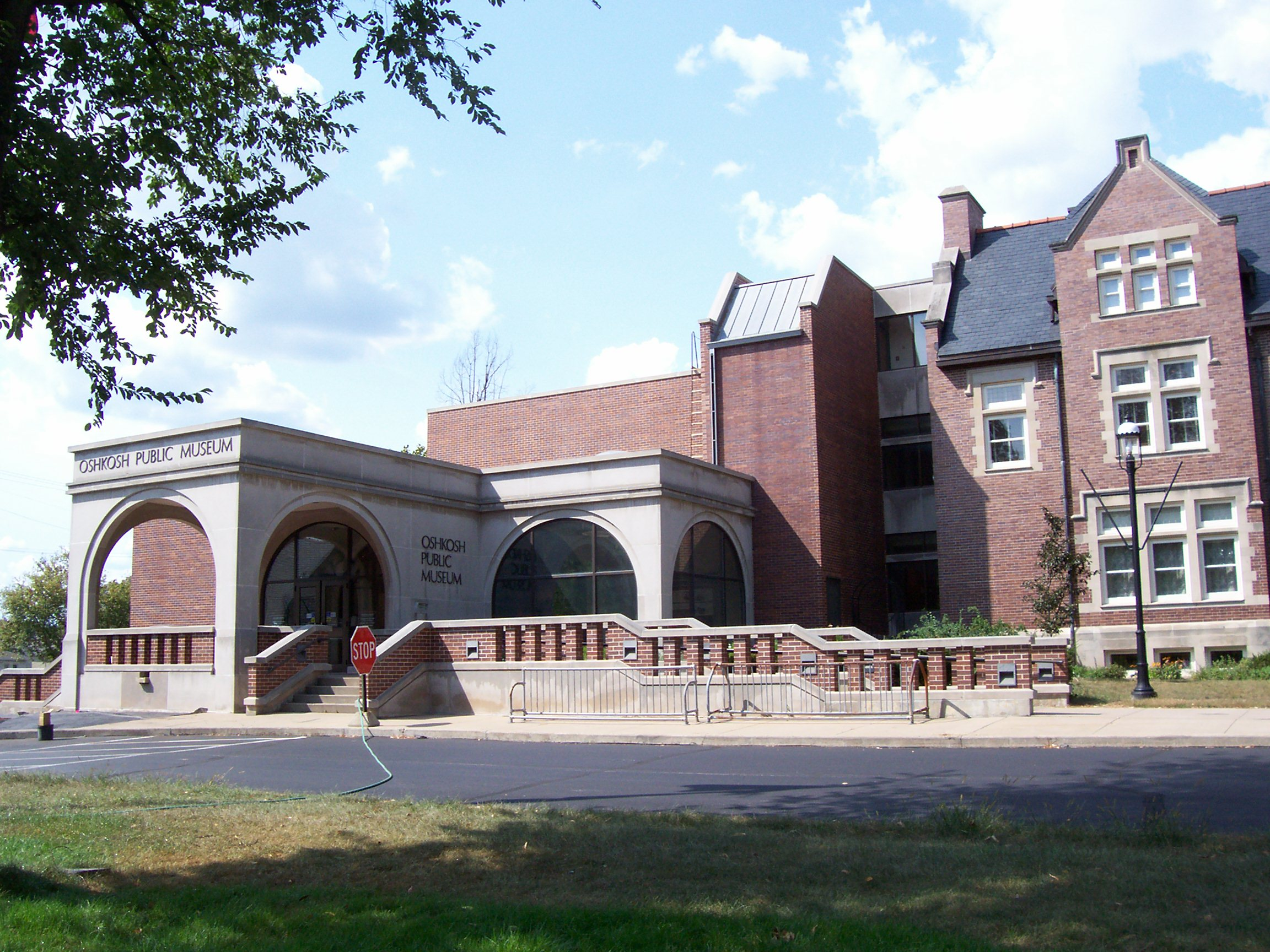
オシュコシュ公立美術館
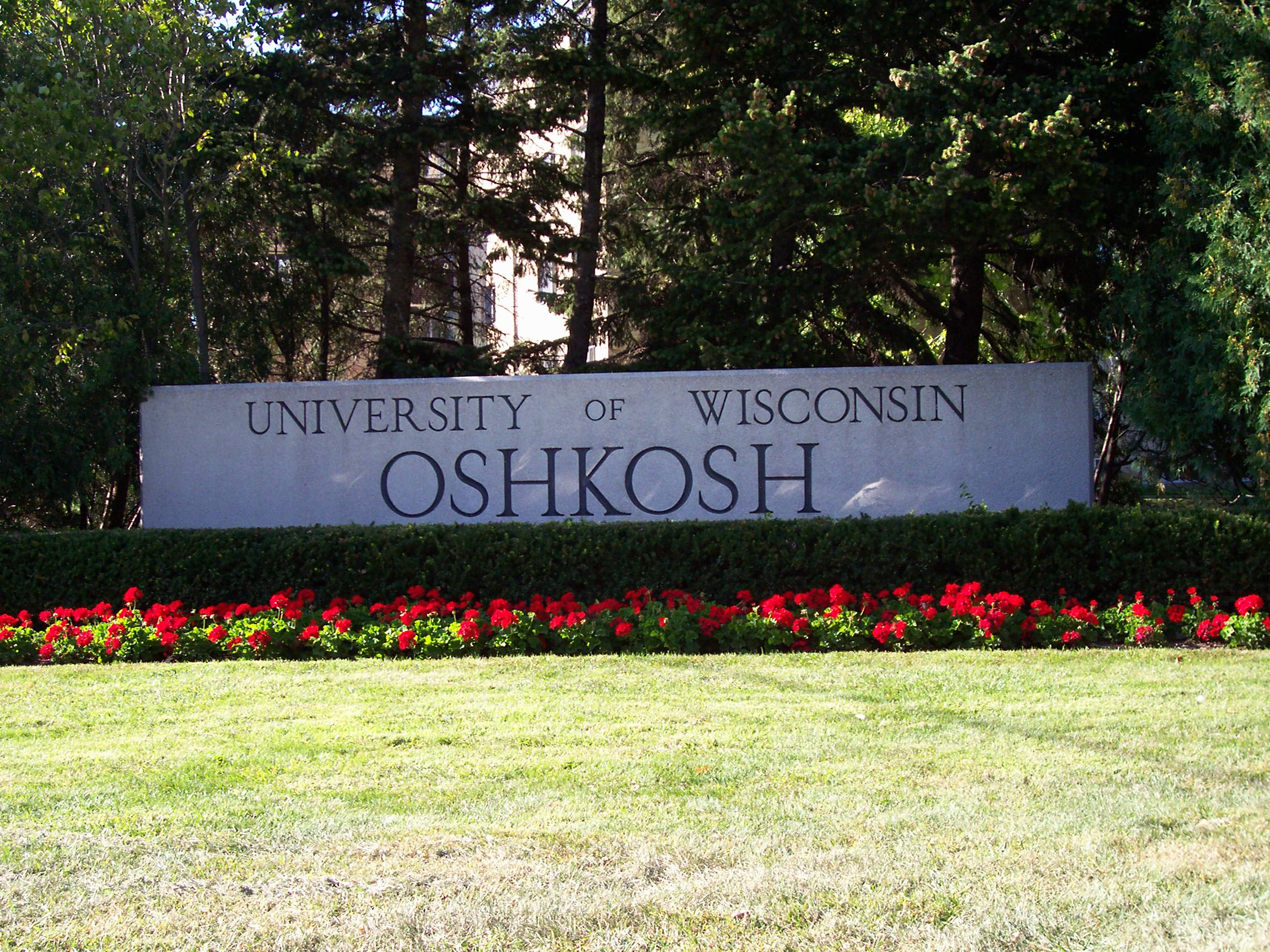
ウィスコンシン大学オシュコシュ校
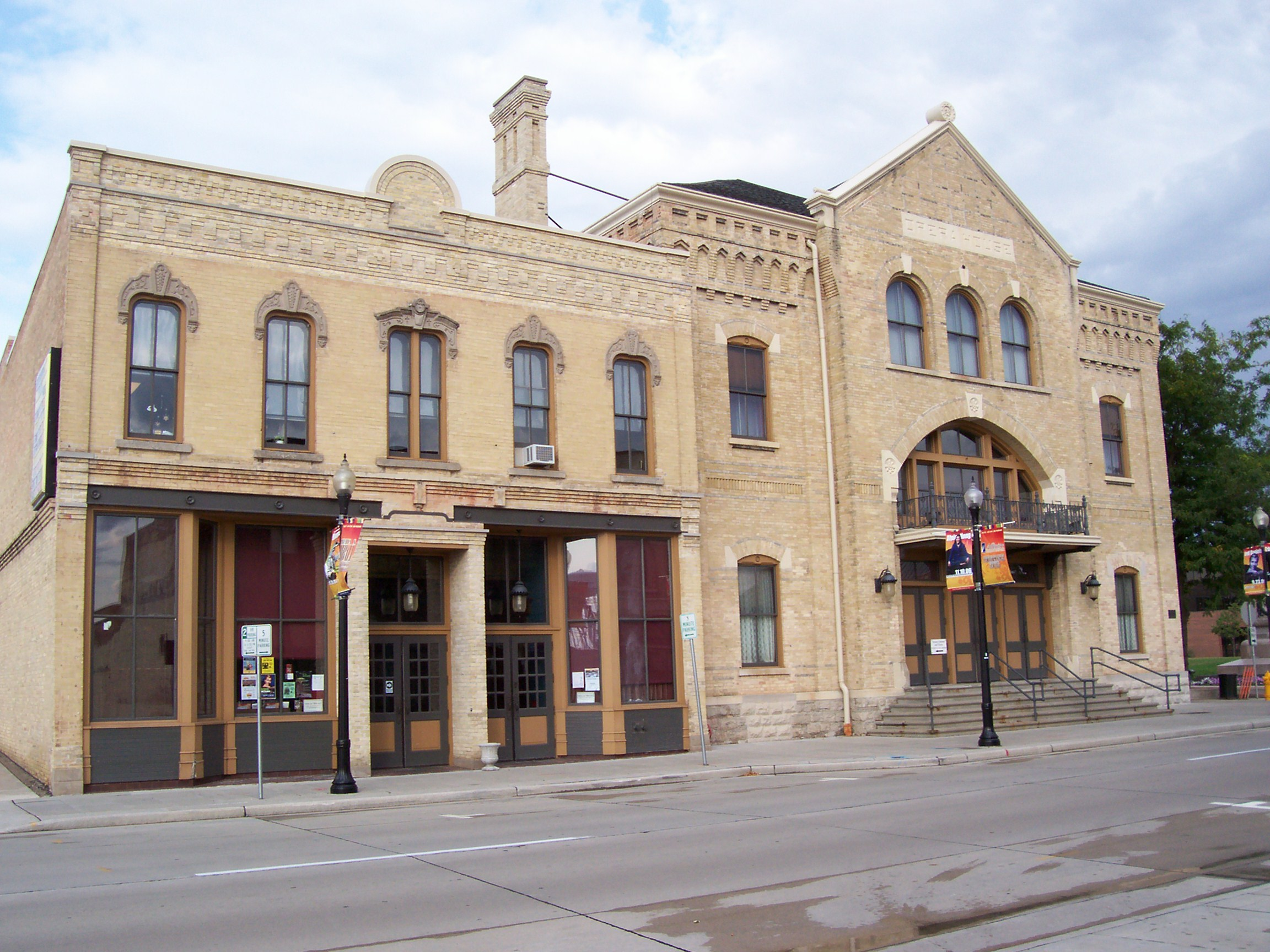
グランドオペラハウス
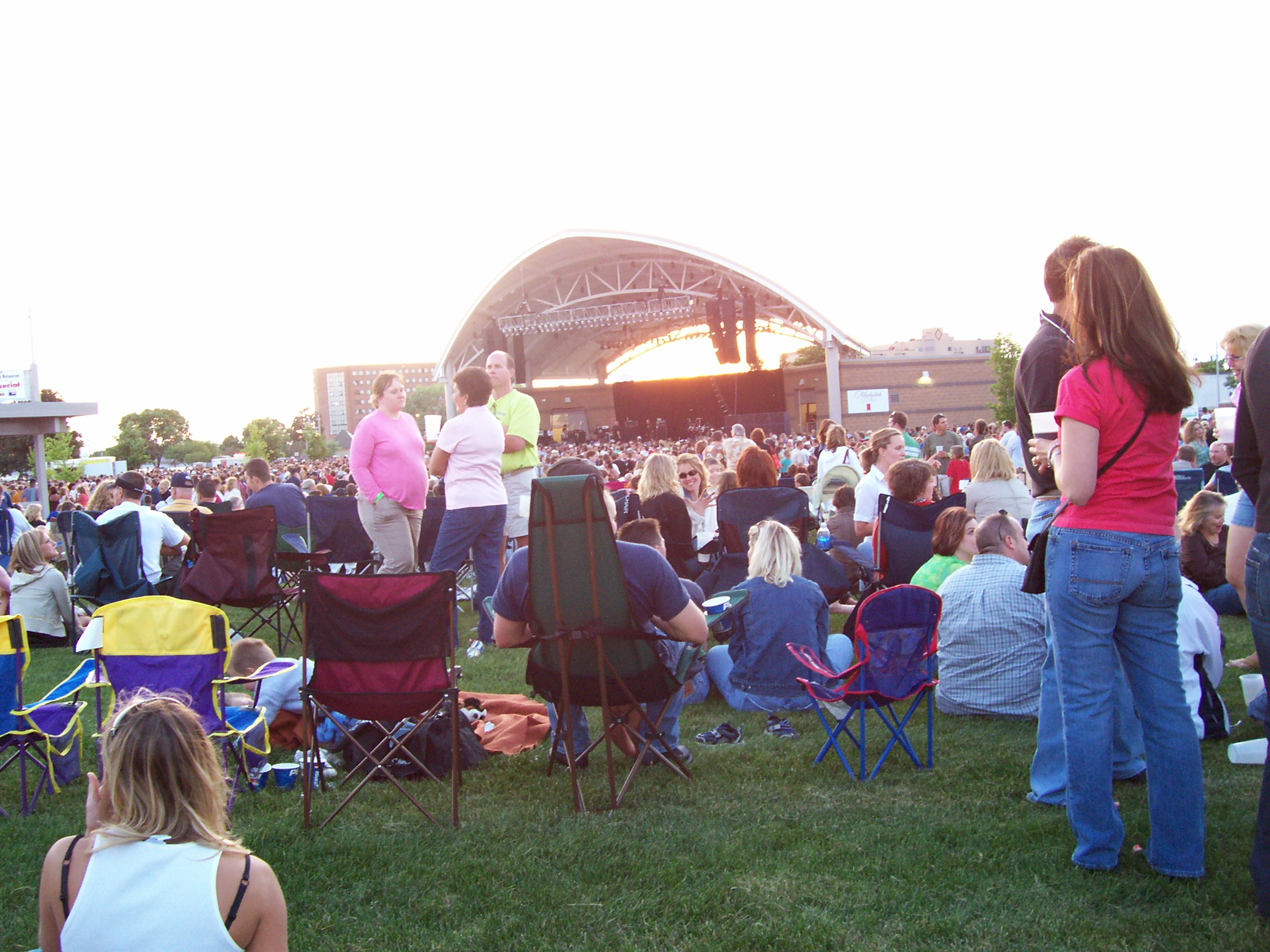
ウォーターフェスト（2006年）
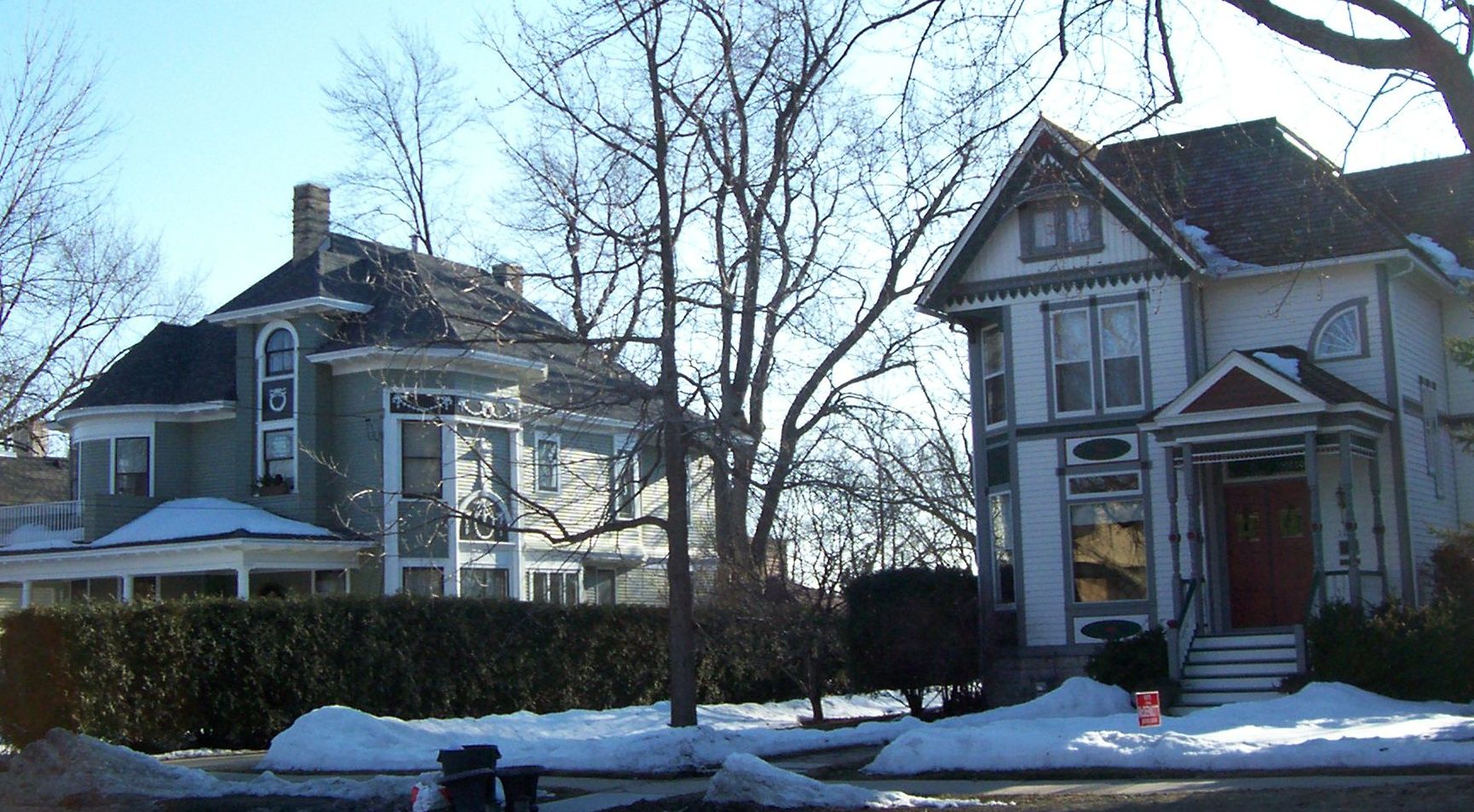
アルゴマ歴史地区の住宅